# Carey (Wisconsin)
Carey è un comune degli Stati Uniti, situato in Wisconsin, nella Contea di Iron.